# جايسون غيرفيه
جايسون غيرفيه هو منافس ألعاب قوى كندي، ولد في 18 يناير 1976.

## وصلات خارجية
- جايسون غيرفيه على موقع الاتحاد الدولي لألعاب القوى (الإنجليزية)
- جايسون غيرفيه على موقع أوليمبيديا (الإنجليزية)